# アリエル・ルービンシュタイン
アリエル・ルービンシュタイン（ヘブライ語: אריאל רובינשטיין Ariel Rubinstein, 1951年4月13日 - ）はイスラエルの経済学者。専門は経済理論、ゲーム理論、限定合理性。

## 経歴
1972年から1979年にかけてヘブライ大学で数学と経済学を学ぶ。現在テルアビブ大学とニューヨーク大学の経済学部の教授である。
1982年に"Perfect equilibrium in a bargaining model",を発表し、交渉ゲーム理論に重要な貢献をした。このモデルはルービンシュタイン交渉モデルとして知られている。2人のプレイヤーが相互に提案を行う交渉を完全情報の展開形で表現した。重要な仮定はプレイヤーが将来の利得を割り引くことである。モデルがただ一つの部分ゲーム完全均衡をもつ条件とこの均衡の性質を分析したことが主要な結果である。また、彼はマーティン·J·オズボーンと共にA Course in Game Theory (1994)　を共著している。2014年3月時点で5300回以上引用されている。

## 受賞歴
ルービンシュタインは1994年にアメリカ芸術科学アカデミーの外国人名誉会員となり、1995年にイスラエル科学・人文アカデミーのメンバーに選ばれ、同年アメリカ経済学会の外国人名誉会員となった。1985年には計量経済学会の終身特別会員に選ばれ,、2004年には会長も務めた。
2002年にTilburg Universityの名誉学位を授けられた。
2002年にイスラエル賞、2004年にアーウィン・プレイン・ネンマーズ経済学賞 、2006年にEMET Prize、2010年にロスチャイルド賞、2019年にクラリベイト・アナリティクス引用栄誉賞を受賞した。

## 主な著作物
- Bargaining and Markets, with Martin J. Osborne, Academic Press 1990
- A Course in Game Theory, with Martin J. Osborne, MIT Press, 1994.
- Modeling Bounded Rationality, MIT Press, 1998.
- Economics and Language, Cambridge University Press, 2000.
- Lecture Notes in Microeconomic Theory: The Economic Agent, Princeton University Press, 2006.
- Economic Fables, OpenBook Publishers, 2012.
- アリエル・ルービンシュタイン著　松井彰彦監訳　(2016)　「ルービンシュタイン　ゲーム理論の力」  　東洋経済新報社
- AGADOT HAKALKALA (heb.), Kineret, Zmora, Bitan, 2009.